# Максимівська сотня
Максимівська сотня (1648—1667)  — адміністративно-територіальна та військова одиниця за Гетьманщини (Військо Запорозьке Городове) з центром у містечку Максимівка. Сотня виникла і перебувала у складі Чигиринського та на нетривалий час переходила до Кременчуцького козацьких полків.

## Історія
Максимівська сотня Чигиринського полку виникла ще до повстання 1648. Юридично закріплена в Чигиринському полку у жовтні 1949 року. Мала 200 козаків (2 підрозділи, один з них стояв у Городищі, другий у Максимівці та Пивах). Сотник — на 1649 рік — Іван Скороход.
Протягом 1661—1663 років була у складі Кременчуцького полку.
У 1663—1667 роках знову у складі Чигиринського полку.
За Андрусівською угодою сотня у 1667 році сотня мала відійти до Лівобережних полків. Частина території відійшла до Чигирин-Дібровської сотні Лубенського полку, а інша, із колишнім сотенним містечком Максимівка стала основою новоутвореної Городиської сотні Миргородського полку.